# Municipio de Pine Rock
El municipio de Pine Rock (en inglés: Pine Rock Township) es un municipio ubicado en el condado de Ogle en el estado estadounidense de Illinois. En el año 2010 tenía una población de 985 habitantes y una densidad poblacional de 9,94 personas por km².

## Geografía
El municipio de Pine Rock se encuentra ubicado en las coordenadas 41°58′53″N 89°13′41″O / 41.98139, -89.22806. Según la Oficina del Censo de los Estados Unidos, el municipio tiene una superficie total de 99.09 km², de la cual 99,01 km² corresponden a tierra firme y (0,07 %) 0,07 km² es agua.

## Demografía
Según el censo de 2010, había 985 personas residiendo en el municipio de Pine Rock. La densidad de población era de 9,94 hab./km². De los 985 habitantes, el municipio de Pine Rock estaba compuesto por el 97,46 % blancos, el 0,81 % eran afroamericanos, el 0,2 % eran amerindios, el 0,81 % eran de otras razas y el 0,71 % eran de una mezcla de razas. Del total de la población el 2,03 % eran hispanos o latinos de cualquier raza.